# E714 (trasa europejska)
E714 – trasa europejska biegnąca przez Francję. Zaliczana do tras kategorii B droga łączy Marsylię z Orange. 

## Przebieg trasy
- Marsylia E712
- Orange E15